# La più grande corrida
La più grande corrida (The Brave One) è un film del 1956 diretto da Irving Rapper.
Il film vinse l'Oscar per il miglior soggetto nel 1957. Il merito della storia è stato originariamente dato a Robert Rich, uno pseudonimo usato da Dalton Trumbo, uno dei "dieci di Hollywood", che era stato incarcerato per undici mesi a partire dal 1950 e poi inserito nella lista nera per essersi rifiutato di testimoniare davanti alla Commissione per le attività antiamericane del Congresso. In realtà Robert Rich era il nome del nipote del produttore del film, Frank King. Rich rivendicò la paternità della sceneggiatura, ma lo zio negò tale affermazione. L'Oscar è stato riconosciuto a Trumbo nel 1975. 

## Trama
Messico negli anni Cinquanta. In una tempesta, una mucca che ha appena partorito trova la sua morte al pascolo. Leonardo, il piccolo figlio del pastore di bovini, porta a casa il giovane animale maschio, gli dà il nome "Gitano" e lo alleva amorevolmente. Il padre di Leonardo, Rafael Rosillo, aveva ricevuto una volta la madre di Gitano dal suo datore di lavoro, il proprietario terriero Don Alejandro, come ringraziamento per il grande aiuto. Tuttavia, non vi è alcuna conferma scritta di ciò. Leonardo scrive quindi a don Alejandro per assicurarlo per iscritto che Gitano gli appartiene. Il proprietario terriero è attualmente in Europa, dove prende parte a varie gare automobilistiche. Nel frattempo accade che il maggiordomo di don Alejandro faccia marcare dal suo padrone tutti i giovani animali, compreso Gitano. Poche settimane dopo, con sua grande gioia, Leonardo ricevette una lettera di don Alejandro con allegato un atto di dono. Il toro ha ora quattro anni. Poi i giornali riportano che Don Alejandro ha avuto un incidente mortale in una gara. Poiché è pesantemente indebitato, l'intera eredità va sotto il martello. Anche Gitano ne risente. L'obiezione di Leonardo si rivela inutile perché non riesce più a trovare l'atto di dono e il marchio parla contro di lui. Dopo pochi giorni, l'animale viene portato nell'arena di Città del Messico. Disperato, il ragazzo si reca nella capitale per chiedere al boss torero di liberare Gitano. Tuttavia, poiché Leonardo non è ammesso al manager, va dal presidente messicano nel suo palazzo e descrive la sua sofferenza. È così toccato dalla fiducia che il ragazzo ha nello stato che gli consegna una lettera che praticamente significa il rilascio di Gitano. Quando Leonardo torna all'arena, è già troppo tardi: Gitano è già nell'arena e combatte con il famoso torero Fermin Rivera.
Con la faccia rigata di lacrime, il ragazzo assiste allo spettacolo sanguinoso. I Banderilleros hanno appena piantato le loro lance nella schiena di Gitano quando il matador entra nell'arena. Il toro sa eludere ogni attacco del torero. La lotta è di lunghezza insolita e le condizioni di Gitano sono eccezionali. Il torero è già stato buttato a terra due volte, quando all'improvviso il grido: “Indulto!” (Perdono). Sempre più spettatori accettano la chiamata e la lasciano diventare un uragano. L'intero stadio si trasforma in un mare di spettatori con fazzoletti bianchi che vogliono dare vita al coraggioso toro. Poco prima del colpo fatale, la richiesta di Indulto viene accolta dalla direzione dell'arena. Il matador si inchina al toro e si fa da parte. Con orrore del pubblico, Leonardo salta sopra la banda e corre verso il toro selvaggio che riconosce nel ragazzo il suo padrone e compagno. Entrambi lasciano pacificamente l'arena.